# Lijst van gemeentelijke monumenten in Leudal
De gemeente Leudal heeft 119 gemeentelijke monumenten. Hieronder een overzicht. 

## Baexem
De plaats Baexem kent 19 gemeentelijke monumenten:
| Object                 | Bouwjaar | Architect | Locatie                 | Coördinaten                   | Nr.        | Afbeelding             |
| ---------------------- | -------- | --------- | ----------------------- | ----------------------------- | ---------- | ---------------------- |
| Woonhuis               |          |           | Beemderhoekweg 1        | 51° 14' 18" NB, 5° 51' 1" OL  | 1640/GM001 | Upload foto            |
| Voormalige school      |          |           | de Briasweg 11-11a      | 51° 13' 51" NB, 5° 53' 1" OL  | 1640/GM002 | Upload foto            |
| Voormalig station      |          |           | de Laan 4               | 51° 13' 57" NB, 5° 52' 49" OL | 1640/GM003 | Upload foto            |
| Klockenberg            |          |           | Dorpsstraat bij 2       | 51° 14' 55" NB, 5° 53' 48" OL | 1640/GM004 | Klockenberg            |
| Voormalig gemeentehuis |          |           | Dorpstraat 32           | 51° 13' 26" NB, 5° 53' 5" OL  | 1640/GM005 | Voormalig gemeentehuis |
| Woning                 |          |           | Dorpstraat 35           | 51° 13' 28" NB, 5° 53' 2" OL  | 1640/GM006 | Upload foto            |
| Woonhuis               |          |           | Dorpstraat 45           | 51° 13' 27" NB, 5° 53' 3" OL  | 1640/GM007 | Woonhuis               |
| Basisschool Harlekijn  |          |           | Dorpstraat 51           | 51° 13' 35" NB, 5° 52' 60" OL | 1640/GM008 | Basisschool Harlekijn  |
| Mariagrot              |          |           | Kasteelweg 13a          | 51° 13' 6" NB, 5° 52' 59" OL  | 1640/GM009 | Upload foto            |
| Gabriëlkapel           |          |           | Leukerweg bij 3         | 51° 14' 29" NB, 5° 52' 37" OL | 1640/GM010 | Upload foto            |
| Klooster Mariabosch    |          |           | Lindelaan 8             | 51° 13' 54" NB, 5° 53' 4" OL  | 1640/GM011 | Klooster Mariabosch    |
| Voormalige boerderij   |          |           | Parallelweg 2           | 51° 13' 56" NB, 5° 52' 50" OL | 1640/GM012 | Upload foto            |
| St. Jozefkapelletje    |          |           | Parallelweg tegenover 3 | 51° 13' 55" NB, 5° 52' 51" OL | 1640/GM013 | Upload foto            |
| Woning                 |          |           | Rhydtstraat 15          | 51° 13' 43" NB, 5° 52' 40" OL | 1640/GM014 | Upload foto            |
| Trafo en bushalte      |          |           | Rijksweg 18             | 51° 12' 35" NB, 5° 56' 22" OL | 1640/GM015 | Upload foto            |
| Voormalige boerderij   |          |           | Schoorstraat 8          | 51° 14' 17" NB, 5° 52' 31" OL | 1640/GM016 | Voormalige boerderij   |
| Woonhuis               |          |           | Stationstraat 17        | 51° 13' 56" NB, 5° 52' 55" OL | 1640/GM017 | Upload foto            |
| Boerderij              |          |           | Stekstraat 18           | 51° 13' 24" NB, 5° 53' 35" OL | 1640/GM018 | Upload foto            |
| Stekskruis             |          |           | Stekstraat bij 18       | 51° 13' 24" NB, 5° 53' 37" OL | 1640/GM019 | Upload foto            |

## Buggenum
De plaats Buggenum kent 8 gemeentelijke monumenten:
| Object                                                          | Bouwjaar | Architect | Locatie                  | Coördinaten                   | Nr.        | Afbeelding                                     |
| --------------------------------------------------------------- | -------- | --------- | ------------------------ | ----------------------------- | ---------- | ---------------------------------------------- |
| Voormalige zusterswoning                                        |          |           | Berikstraat 11a          | 51° 13' 55" NB, 5° 58' 28" OL | 1640/GM020 | Upload foto                                    |
| Villa, woonhuis                                                 |          |           | Dorpsstraat 14           | 51° 13' 57" NB, 5° 58' 38" OL | 1640/GM021 | Upload foto                                    |
| Het lijkenhuisje op het kerkhof                                 |          |           | Dorpsstraat bij 38       | 51° 13' 54" NB, 5° 58' 54" OL | 1640/GM022 | Upload foto                                    |
| Het Heilig Hartbeeld bij de ingang van de kerk                  |          |           | Dorpsstraat bij 38       | 51° 13' 54" NB, 5° 58' 50" OL | 1640/GM023 | Het Heilig Hartbeeld bij de ingang van de kerk |
| Het grafmonument van de verongelukte leiendekker op het kerkhof |          |           | Dorpsstraat bij 38       | 51° 13' 54" NB, 5° 58' 52" OL | 1640/GM024 | Upload foto                                    |
| Grensteen Haelen- Buggenum                                      |          |           | Haelenerweg Tegenover 19 | 51° 13' 59" NB, 5° 58' 0" OL  | 1640/GM025 | Grensteen Haelen- Buggenum                     |
| Woonhuis                                                        |          |           | Heerweg 2-4              | 51° 14' 1" NB, 5° 58' 26" OL  | 1640/GM027 | Upload foto                                    |
| Bakhuisje                                                       |          |           | Holstraat bij 36         | 51° 13' 59" NB, 5° 58' 56" OL | 1640/GM028 | Upload foto                                    |

## Ell
De plaats Ell kent 5 gemeentelijke monumenten:
| Object                               | Bouwjaar | Architect | Locatie                                                       | Coördinaten                   | Nr.        | Afbeelding  |
| ------------------------------------ | -------- | --------- | ------------------------------------------------------------- | ----------------------------- | ---------- | ----------- |
| Hokebergkruis                        |          |           | Baldersstraat, driesprong ca. 50m ten oosten van Casterstraat | 51° 12' 41" NB, 5° 46' 1" OL  | 1640/GM030 | Upload foto |
| Voormalige melkfabriek               |          |           | Hoogstraat 55-57-57a                                          | 51° 12' 20" NB, 5° 48' 19" OL | 1640/GM031 | Upload foto |
| Geurt Luytenkruis (tegen gevel kerk) |          |           | Niesstraat bij 1                                              | 51° 13' 12" NB, 5° 47' 41" OL | 1640/GM032 | Upload foto |
| H Hartbeeld bij de kerk              |          |           | Niestraat bij 3                                               | 51° 13' 12" NB, 5° 47' 39" OL | 1640/GM033 | Upload foto |
| Woning                               |          |           | Sebastiaanstraat 2                                            | 51° 13' 11" NB, 5° 47' 44" OL | 1640/GM034 | Upload foto |

## Grathem
De plaats Grathem kent 12 gemeentelijke monumenten:
| Object                           | Bouwjaar | Architect | Locatie                             | Coördinaten                   | Nr.        | Afbeelding  |
| -------------------------------- | -------- | --------- | ----------------------------------- | ----------------------------- | ---------- | ----------- |
| Woonhuis                         |          |           | Brugstraat 3                        | 51° 11' 21" NB, 5° 51' 34" OL | 1640/GM035 | Upload foto |
| Woonhuis                         |          |           | Brugstraat 32                       | 51° 11' 20" NB, 5° 51' 31" OL | 1640/GM036 | Upload foto |
| Woning                           |          |           | Dorpstraat 16                       | 51° 11' 30" NB, 5° 51' 32" OL | 1640/GM038 | Upload foto |
| Woonhuis                         |          |           | Dorpstraat 8-                       | 51° 11' 30" NB, 5° 51' 29" OL | 1640/GM037 | Upload foto |
| Veldkruis                        |          |           | Veldstraat bij 1a (hoek Veldstraat) | 51° 12' 17" NB, 5° 51' 29" OL | 1640/GM039 | Upload foto |
| De grafkruisen in de kerkhofmuur |          |           | Kerkplein bij 1                     | 51° 11' 28" NB, 5° 51' 31" OL | 1640/GM040 | Upload foto |
| Lourdeskapel                     |          |           | Veldstraat 4a (hoek Kuiperweg)      | 51° 12' 18" NB, 5° 51' 24" OL | 1640/GM041 | Upload foto |
| Woonhuis                         |          |           | Lindestraat 2                       | 51° 11' 30" NB, 5° 51' 24" OL | 1640/GM042 | Upload foto |
| Woonhuis                         |          |           | Lindestraat 7a                      | 51° 11' 33" NB, 5° 51' 24" OL | 1640/GM043 | Upload foto |
| Woonhuis                         |          |           | Loorderstraat 2                     | 51° 11' 23" NB, 5° 51' 28" OL | 1640/GM045 | Upload foto |
| Kasteel Groot Buggenum           |          |           | Loorderstraat 1-3ab                 | 51° 11' 16" NB, 5° 51' 13" OL | 1640/GM044 | Upload foto |
| H Hartkapel                      |          |           | Markt (hoek Gulden Eind)            | 51° 11' 33" NB, 5° 51' 40" OL | 1640/GM046 | Upload foto |

## Haelen
De plaats Haelen kent 13 gemeentelijke monumenten:
| Object                             | Bouwjaar | Architect | Locatie                                                                  | Coördinaten                   | Nr.        | Afbeelding                 |
| ---------------------------------- | -------- | --------- | ------------------------------------------------------------------------ | ----------------------------- | ---------- | -------------------------- |
| Woning                             |          |           | Burgemeester Aquariusstraat 43                                           | 51° 14' 1" NB, 5° 57' 38" OL  | 1640/GM047 | Upload foto                |
| Het Vogelhuys                      |          |           | Kasteellaan 14                                                           | 51° 14' 1" NB, 5° 57' 15" OL  | 1640/GM051 | Het Vogelhuys              |
| De Vogelmolen                      |          |           | Kasteellaan 15                                                           | 51° 13' 58" NB, 5° 57' 12" OL | 1640/GM050 | De Vogelmolen              |
| De Fatimakapel                     |          |           | Napoleonsweg 3                                                           | 51° 13' 30" NB, 5° 56' 46" OL | 1640/GM054 | Upload foto                |
| Woning                             |          |           | Napoleonsweg 33                                                          | 51° 13' 37" NB, 5° 56' 58" OL | 1640/GM052 | Upload foto                |
| Woonhuis "De Kamp"                 |          |           | Napoleonsweg 72                                                          | 51° 13' 47" NB, 5° 57' 17" OL | 1640/GM053 | Upload foto                |
| Voormalige woning professor Dubois |          |           | Professor Duboisweg 4                                                    | 51° 13' 53" NB, 5° 54' 57" OL | 1640/GM048 | Upload foto                |
| Vakantiehuisje                     |          |           | Professor Duboisweg 6                                                    | 51° 13' 54" NB, 5° 54' 56" OL | 1640/GM049 | Upload foto                |
| Villa De Kikkerberg                |          |           | Roermondseweg 92                                                         | 51° 13' 15" NB, 5° 57' 60" OL | 1640/GM055 | Upload foto                |
| Woonhuis                           |          |           | Roggelseweg 2                                                            | 51° 14' 11" NB, 5° 57' 23" OL | 1640/GM056 | Upload foto                |
| Buitencentrum De Spar              |          |           | Roggelseweg 55                                                           | 51° 14' 55" NB, 5° 56' 10" OL | 1640/GM057 | Upload foto                |
| Ruïne Sint-Elisabethsmolen         |          |           | Roggelseweg bij 56                                                       | 51° 14' 54" NB, 5° 56' 10" OL | 1640/GM058 | Ruïne Sint-Elisabethsmolen |
| Grensteen Haelen-Roggel            |          |           | Roggelseweg ongenummerd; westzijde van de weg ca. 50m ten noorden van 57 | 51° 14' 31" NB, 5° 56' 28" OL | 1640/GM026 | Upload foto                |

## Haler
De plaats Haler kent 3 gemeentelijke monumenten:
| Object         | Bouwjaar | Architect | Locatie                  | Coördinaten                   | Nr.        | Afbeelding  |
| -------------- | -------- | --------- | ------------------------ | ----------------------------- | ---------- | ----------- |
| Lemmenkruis    |          |           | Engerstraat bij 8        | 51° 11' 57" NB, 5° 47' 15" OL | 1640/GM059 | Upload foto |
| Herekapel      |          |           | Moosterstraat/Roodvenweg | 51° 11' 53" NB, 5° 46' 53" OL | 1640/GM060 | Upload foto |
| Anthoniuskapel |          |           | Uffelsestraat bij 5      | 51° 10' 32" NB, 5° 47' 13" OL | 1640/GM061 | Upload foto |

## Heythuysen
De plaats Heythuysen kent 11 gemeentelijke monumenten:
| Object                                                   | Bouwjaar | Architect | Locatie               | Coördinaten                   | Nr.        | Afbeelding               |
| -------------------------------------------------------- | -------- | --------- | --------------------- | ----------------------------- | ---------- | ------------------------ |
| Franciscanessenklooster "Sint-Elisabeth" en kloostertuin |          |           | Aan de Kreppel 1      | 51° 15' 9" NB, 5° 52' 51" OL  | 1640/GM062 | Upload foto              |
| Trafo                                                    |          |           | Aan de Kreppel bij 8  | 51° 15' 8" NB, 5° 52' 52" OL  | 1640/GM063 | Upload foto              |
| Woonhuis                                                 |          |           | Biesstraat 6          | 51° 14' 56" NB, 5° 54' 4" OL  | 1640/GM064 | Upload foto              |
| Woonhuis                                                 |          |           | Dorpstraat 16-18      | 51° 15' 0" NB, 5° 53' 45" OL  | 1640/GM066 | Woonhuis                 |
| Woning                                                   |          |           | Dorpstraat 53-55      | 51° 15' 1" NB, 5° 53' 57" OL  | 1640/GM067 | Upload foto              |
| Woonhuis, boerderij                                      |          |           | Dorpstraat 79-81      | 51° 15' 0" NB, 5° 54' 6" OL   | 1640/GM068 | Woonhuis, boerderij      |
| Boerderij                                                |          |           | Geusert 2             | 51° 15' 31" NB, 5° 53' 23" OL | 1640/GM070 | Upload foto              |
| Basisschool De Beukenhof                                 |          |           | Notaris Ruttenlaan 17 | 51° 14' 55" NB, 5° 53' 48" OL | 1640/GM071 | Basisschool De Beukenhof |
| St. Charles                                              |          |           | Op de Bos 2           | 51° 14' 35" NB, 5° 53' 17" OL | 1640/GM072 | St. Charles              |
| Woonhuis                                                 |          |           | Stationsstraat 12     | 51° 14' 57" NB, 5° 53' 38" OL | 1640/GM073 | Upload foto              |
| Woning                                                   |          |           | Vlasstraat 22         | 51° 15' 13" NB, 5° 53' 34" OL | 1640/GM074 | Upload foto              |

## Horn
De plaats Horn kent 12 gemeentelijke monumenten:
| Object                                                                            | Bouwjaar | Architect | Locatie                | Coördinaten                   | Nr.        | Afbeelding  |
| --------------------------------------------------------------------------------- | -------- | --------- | ---------------------- | ----------------------------- | ---------- | ----------- |
| Woning                                                                            |          |           | Dorpstraat 47          | 51° 12' 30" NB, 5° 56' 50" OL | 1640/GM076 | Upload foto |
| Het hekwerk en de directeurswoning van de voormalige brouwerij Huybens "De Kroon" |          |           | Dorpstraat 55-57       | 51° 12' 32" NB, 5° 56' 56" OL | 1640/GM077 | Upload foto |
| Woonhuis, voormalig postkantoor                                                   |          |           | Eindstraat 11          | 51° 12' 26" NB, 5° 56' 42" OL | 1640/GM078 | Upload foto |
| Voormalig portiersgebouw                                                          |          |           | Hornerheide 1          | 51° 13' 12" NB, 5° 55' 15" OL | 1640/GM079 | Upload foto |
| Voormalig hoofdgebouw Hornerheide                                                 |          |           | Hornerheide 1          | 51° 13' 7" NB, 5° 55' 9" OL   | 1640/GM080 | Upload foto |
| Boerderij, woonhuis                                                               |          |           | Kasteelstraat 9        | 51° 12' 33" NB, 5° 57' 4" OL  | 1640/GM081 | Upload foto |
| Gedenksteen                                                                       |          |           | Kasteelstraat 11       | 51° 12' 37" NB, 5° 57' 6" OL  | 1640/GM082 | Upload foto |
| Hotel de Abdij                                                                    |          |           | Kerkpad 5              | 51° 12' 25" NB, 5° 56' 56" OL | 1640/GM083 | Upload foto |
| Woonhuis, “Delhoofen”                                                             |          |           | Kerkstraat 2           | 51° 12' 28" NB, 5° 57' 0" OL  | 1640/GM084 | Upload foto |
| Twee grafkruisen aan de achterzijde van de kerk                                   |          |           | Raadhuisplein achter 7 | 51° 12' 28" NB, 5° 57' 2" OL  | 1640/GM085 | Upload foto |
| Woonhuis 'Schlangen'                                                              |          |           | Rijksweg 1             | 51° 12' 23" NB, 5° 56' 57" OL | 1640/GM086 | Upload foto |
| Woonhuis "Berg vrede"                                                             |          |           | Rijksweg 3             | 51° 12' 24" NB, 5° 56' 54" OL | 1640/GM087 | Upload foto |

## Hunsel
De plaats Hunsel kent 4 gemeentelijke monumenten:
| Object            | Bouwjaar | Architect | Locatie            | Coördinaten                   | Nr.        | Afbeelding  |
| ----------------- | -------- | --------- | ------------------ | ----------------------------- | ---------- | ----------- |
| Woning            |          |           | Jacobusstraat 2    | 51° 11' 21" NB, 5° 48' 46" OL | 1640/GM088 | Upload foto |
| Boerderij         |          |           | Kallestraat 11     | 51° 11' 21" NB, 5° 48' 48" OL | 1640/GM089 | Upload foto |
| Groelkapelletje   |          |           | Kallestraat 46a    | 51° 11' 15" NB, 5° 48' 53" OL | 1640/GM091 | Upload foto |
| Bruggerkapelletje |          |           | Kallestraat bij 11 | 51° 11' 21" NB, 5° 48' 47" OL | 1640/GM090 | Upload foto |

## Ittervoort
De plaats Ittervoort kent 5 gemeentelijke monumenten:
| Object                            | Bouwjaar | Architect | Locatie                    | Coördinaten                   | Nr.        | Afbeelding  |
| --------------------------------- | -------- | --------- | -------------------------- | ----------------------------- | ---------- | ----------- |
| Trafogebouw met Maria- afbeelding |          |           | Margarethastraat 13        | 51° 10' 12" NB, 5° 49' 22" OL | 1640/GM092 | Upload foto |
| Woonhuis                          |          |           | Margarethastraat 33        | 51° 10' 10" NB, 5° 49' 12" OL | 1640/GM094 | Upload foto |
| Woonhuis                          |          |           | Margarethastraat 34        | 51° 10' 11" NB, 5° 49' 12" OL | 1640/GM095 | Upload foto |
| Schouwkapelletje                  |          |           | Margarethastraat bij 72    | 51° 10' 7" NB, 5° 48' 51" OL  | 1640/GM096 | Upload foto |
| St. Annakapelletje (bij Sinthof)  |          |           | Schillerstraat tegenover 4 | 51° 10' 52" NB, 5° 49' 41" OL | 1640/GM097 | Upload foto |

## Kelpen-Oler
De plaats Kelpen-Oler kent 3 gemeentelijke monumenten:
| Object                            | Bouwjaar | Architect | Locatie         | Coördinaten                   | Nr.        | Afbeelding  |
| --------------------------------- | -------- | --------- | --------------- | ----------------------------- | ---------- | ----------- |
| Kapelletje Maria Tenhemelopneming |          |           | Ensebroekerweg  | 51° 13' 6" NB, 5° 50' 39" OL  | 1640/GM099 | Upload foto |
| Woonhuis                          |          |           | Grathemerweg 26 | 51° 12' 50" NB, 5° 49' 42" OL | 1640/GM100 | Upload foto |
| Woonhuis                          |          |           | Grathemerweg 29 | 51° 13' 18" NB, 5° 49' 33" OL | 1640/GM101 | Upload foto |

## Neer
De plaats Neer kent 8 gemeentelijke monumenten:
| Object                                                 | Bouwjaar | Architect | Locatie              | Coördinaten                   | Nr.        | Afbeelding                                             |
| ------------------------------------------------------ | -------- | --------- | -------------------- | ----------------------------- | ---------- | ------------------------------------------------------ |
| Gevelkruis                                             |          |           | Bergerstraat 30      | 51° 15' 34" NB, 5° 59' 41" OL | 1640/GM102 | Upload foto                                            |
| Kapel                                                  |          |           | Gendijk 2b           | 51° 15' 10" NB, 5° 58' 50" OL | 1640/GM103 | Upload foto                                            |
| De Hammermolen                                         |          |           | Hammermolen 27       | 51° 15' 24" NB, 5° 59' 5" OL  | 1640/GM104 | Upload foto                                            |
| Voormalige bierbrouwerij                               |          |           | Hanssum 40b          | 51° 15' 27" NB, 6° 0' 10" OL  | 1640/GM105 | Voormalige bierbrouwerij                               |
| Voormalige klooster en school                          |          |           | Kloosterpad 1 t/m 12 | 51° 15' 36" NB, 5° 59' 7" OL  | 1640/GM106 | Upload foto                                            |
| Woonhuis                                               |          |           | Kruisstraat 2        | 51° 15' 25" NB, 5° 58' 50" OL | 1640/GM107 | Upload foto                                            |
| Kruis en plaquettes (bij kapel O.L. Vrouw in het Sant) |          |           | Leudalweg bij 10     | 51° 14' 1" NB, 5° 57' 15" OL  | 1640/GM108 | Kruis en plaquettes (bij kapel O.L. Vrouw in het Sant) |
| Woonhuis 'Geelen'                                      |          |           | Napoleonsweg 118     | 51° 15' 30" NB, 5° 58' 55" OL | 1640/GM109 | Upload foto                                            |

## Neeritter
De plaats Neeritter kent 5 gemeentelijke monumenten:
| Object         | Bouwjaar | Architect | Locatie                     | Coördinaten                  | Nr.        | Afbeelding  |
| -------------- | -------- | --------- | --------------------------- | ---------------------------- | ---------- | ----------- |
| Waterput       |          |           | Driesenstraat naast 24      | 51° 9' 51" NB, 5° 48' 18" OL | 1640/GM110 | Upload foto |
| Woning         |          |           | Driessensstraat 48          | 51° 9' 56" NB, 5° 48' 23" OL | 1640/GM111 | Upload foto |
| Lourdeskapel   |          |           | Driessenstraat bij 53       | 51° 9' 56" NB, 5° 48' 23" OL | 1640/GM112 | Upload foto |
| Anwb wegwijzer |          |           | Krekelbergplein ongenummerd | 51° 9' 45" NB, 5° 48' 11" OL | 1640/GM113 | Upload foto |
| Woningen       |          |           | Molenstraat 1 t/m 27        | 51° 9' 50" NB, 5° 48' 17" OL | 1640/GM114 | Upload foto |

## Nunhem
De plaats Nunhem kent 5 gemeentelijke monumenten:
| Object            | Bouwjaar | Architect | Locatie                 | Coördinaten                   | Nr.        | Afbeelding        |
| ----------------- | -------- | --------- | ----------------------- | ----------------------------- | ---------- | ----------------- |
| Woning            |          |           | Kerkstraat 11           | 51° 14' 39" NB, 5° 57' 49" OL | 1640/GM115 | Woning            |
| St. Servaasbeeld  |          |           | Kerkstraat tegenover 17 | 51° 14' 38" NB, 5° 57' 52" OL | 1640/GM116 | Upload foto       |
| Schoorsteen       |          |           | Napoleonsweg 128        | 51° 14' 14" NB, 5° 57' 53" OL | 1640/GM117 | Upload foto       |
| Sint-Servaaskapel |          |           | Servaasweg 44           | 51° 15' 1" NB, 5° 58' 3" OL   | 1640/GM119 | Sint-Servaaskapel |
| Openluchtkerk     |          |           | Servaasweg bij 44       | 51° 15' 1" NB, 5° 58' 0" OL   | 1640/GM120 | Upload foto       |

## Roggel
De plaats Roggel kent 6 gemeentelijke monumenten:
| Object                                                       | Bouwjaar | Architect | Locatie          | Coördinaten                   | Nr.        | Afbeelding  |
| ------------------------------------------------------------ | -------- | --------- | ---------------- | ----------------------------- | ---------- | ----------- |
| Woonhuis                                                     |          |           | Dorpstraat 1     | 51° 15' 0" NB, 5° 53' 42" OL  | 1640/GM121 | Woonhuis    |
| Woonhuis                                                     |          |           | Groenstraat 3    | 51° 15' 41" NB, 5° 55' 21" OL | 1640/GM122 | Upload foto |
| Voormalige boerderij                                         |          |           | Koppelstraat 2   | 51° 15' 51" NB, 5° 55' 34" OL | 1640/GM123 | Upload foto |
| St. Antonuiskapel (hoek - Berkenlaan - Op de Bos met Mortel) |          |           | Mortel 45        | 51° 15' 31" NB, 5° 56' 5" OL  | 1640/GM125 | Upload foto |
| St. Jozefkapel (nabij de Heverweg)                           |          |           | Neerderweg bij 2 | 51° 15' 59" NB, 5° 55' 46" OL | 1640/GM124 | Upload foto |
| Voormalige boerderij Marleetjeshof                           |          |           | Ophoven 46-46ab  | 51° 15' 59" NB, 5° 57' 9" OL  | 1640/GM126 | Upload foto |